# Sắt điện
Sắt điện (tiếng Anh: Ferroelectricity) là hiện tượng xảy ra ở một số chất điện môi có độ phân cực điện tự phát ngay cả không có điện trường ngoài, và do đó trở nên hưởng ứng mạnh dưới tác dụng của điện trường ngoài ,. Khái niệm về sắt điện trong các vật liệu mang các tính chất điện, tương ứng với khái niệm sắt từ trong nhóm các vật liệu có tính chất từ. Nếu như tính chất sắt từ được phát hiện, nghiên cứu và sử dụng từ rất sớm, thì tính sắt điện lại được phát hiện khá muộn trong lịch sử vào năm 1920 ở muối Rochelle bởi Valasek . Tiếp đầu ngữ sắt được sử dụng do sự tương ứng tính chất này mặc dù trong hầu hết các vật liệu sắt điện không hề có chứa sắt.

## Độ phân cực tự phát

Đường cong từ trễ của chất sắt điện.

Cũng tương ứng với từ độ trong các chất sắt từ, trong các vật liệu sắt điện, có tồn tại mômen lưỡng cực điện của các nguyên tử, và độ phân cực được xác định là mật độ của mômen lưỡng cực điện trong một đơn vị thể tích :
{\displaystyle \mathbf {D} =\sum _{V}{\frac {\mathbf {p_{i}} }{V}}}
Mômen lưỡng cực điện trong chất sắt điện có độ lớn cao, đồng thời có tương tác với nhau (tương tự như tương tác trao đổi trong các chất sắt từ) nên tạo ra sự khác biệt so với các chất điện khác:
- Độ phân cực tồn tại ngay cả khi không có điện trường ngoài, nhưng trên toàn vật, mômen lưỡng cực điện tổng cộng bị trung bình hóa bằng 0 do sự định hướng hỗn loạn của các các độ phân cực ở các hướng khác nhau;
- Ở 0 độ tuyệt đối, các mômen lưỡng cực điện song song với nhau, tạo nên độ phân cực tự phát,
- Độ phân cực của chất sắt điện không thay đổi một cách tuyến tính dưới điện trường ngoài, mà biến đổi theo một hàm phức tạp.

## Đômen sắt điện và đường trễ sắt điện
Khi đặt vào điện trường ngoài, chất sắt điện sẽ hưởng ứng khác với các chất khác do sự tồn tại của độ phân cực tự phát. Sự hưởng ứng này tạo ra đường trễ sắt điện, có thể được mô tả như sau:
- Độ phân cực tăng theo giá trị của điện trường ngoài theo một hàm phi tuyến tính, phụ thuộc vào điện trường ngoài, hằng số điện môi:

{\displaystyle \mathbf {D} =\epsilon _{0}.\epsilon _{r}.\mathbf {E} }
với {\displaystyle \epsilon _{0}}, và {\displaystyle \epsilon _{r}} là hằng số điện môi của chân không và của vật liệu. Ở các chất sắt điện, hằng số điện môi có giá trị rất lớn, và phụ thuộc vào giá trị của điện trường. Khi điện trường tăng đến giá trị đủ lớn, tất cả các mômen lưỡng cực điện trong mẫu song song, tạo nên sự bão hòa, khi đó, độ phân cực mang giá trị không đổi (độ phân cực bão hòa).
- Từ giá trị bão hòa, nếu đổi chiều điện trường theo chiều ngược, đường cong D(E) sẽ không đi theo đường cũ, mà quay bị trễ đi, và khi giá trị E = 0, còn tồn tại giá trị độ phân cực gọi là độ phân cực dư. Độ phân cực chỉ bị triệt tiêu khi đặt vào một điện trường ngược gọi là trường kháng điện. Khi điện trường theo chiều ngược đủ lớn, lại có sự bão hòa theo chiều ngược, và nếu quay ngược điện trường sẽ có đường trễ tương tự, tạo nên một đường cong kín có diện tích, gọi là chu trình điện trễ (hay đường trễ sắt điện).

Cũng tương tự như các vật liệu sắt từ, các chất sắt điện cũng có một đặc trưng riêng là sự phân chia thành các đômen sắt điện. Và ngăn cách giữa các đômen sắt điện cũng là các vách đômen. Trong mỗi đômen sắt điện, các mômen lưỡng cực sắp xếp hoàn toàn song song với nhau. Trên toàn vật, độ phân cực trong nhiều đômen có thể định hướng hỗn loạn nhau. Dưới tác dụng của điện trường ngoài, có thể xảy ra hai hiệu ứng tạo nên sự phụ thuộc phi tuyến của độ phân cực vào điện trường ngoài:
- Các đômen thuận theo chiều điện trường sẽ phát triển tạo nên sự dịch chuyển các vách đômen sắt điện;
- Sự quay của các mômen lưỡng cực điện theo chiều điện trường;

Tùy vào cấu trúc hay cách phân chia đômen sắt điện mà cách cách hưởng ứng sẽ khác nhau ở mỗi vật liệu. Khi đặt vào điện trường ngược, cũng dẫn đến những hiệu ứng tương tự, tạo nên quá trình trễ. Như vậy, sự phân chia thành các đômen sắt điện là một tính chất vi mô rất quan trọng của chất sắt điện.

## Nhiệt độ Curie
Nhiệt độ Curie cũng là một đặc trưng quan trọng của chất sắt điện. Tính chất sắt điện chỉ có thể xảy ra ở dưới nhiệt độ này, khi đó năng lượng định hướng các mômen lưỡng cực thắng thế so với năng lượng nhiệt (định hướng hỗn loạn). Ở trên nhiệt độ Curie, sự định hướng bị phá hủy bởi năng lượng nhiệt và chất sẽ trở thành một chất thuận điện, tức là hưởng ứng thuận theo điện trường ngoài, nhưng tuyến tính và yếu hơn nhiều so với chất sắt điện.

## Vật liệu và ứng dụng

### Các loại vật liệu sắt điện
Tiếp đầu ngữ sắt trong các chất sắt điện là để chỉ tính chất hưởng ứng mạnh dưới điện trường ngoài (tương ứng với sắt trong các chất sắt từ), nhưng kỳ thực hầu hết các vật liệu sắt điện đều không chứa sắt. Phần lớn các vật liệu sắt điện là các vật liệu gốm, mà điển hình là các nhóm:
- Perovskite: Là các vật liệu gốm dựa trên cấu trúc perovskite (BaTiO3), một vật liệu sắt điện điển hình mang cấu trúc này là Pb(ZrxTi1-x)O3 được gọi là PZT.
- Nhóm hợp chất KxWO3 (Tungsten Bronze type Compounds) với K là một kim loại hóa trị 2.
- Nhóm hợp chất gốm có cấu trúc lớp nền Bismuth (Bismuth Oxide Layer Structured Ferroelectrics) là nhóm vật liệu gốm có chứa cấu trúc thành các lớp của (Bi2O2)2+.
- Nhóm hợp chất Lithium Niobate và Tantalate (LiNbO3, LiTaO3)
- Các hợp chất hữu cơ...

### Ứng dụng của vật liệu sắt điện
Ứng dụng phổ biến nhất của các chất sắt điện là làm phần tử cách điện trong các tụ điện, hay các bộ nhớ sắt điện, các ống dẫn sóng, các phần tử áp điện... Gần đây, hướng nghiên cứu đang phát triển mạnh với nền tảng là các chất sắt điện là phát triển các vật liệu multiferroics tức là có nhiều tính chất sắt trong cùng một vật liệu có khả năng đem lại nhiều ứng dụng to lớn .